# ALMA (アルバム)
『ALMA』（アルマ）は、ACIDMANの8枚目のオリジナルアルバム。2010年12月1日にEMIミュージックジャパンから発売された。

## 概要
前作から約1年4か月振りとなるオリジナルアルバム。
タイトルは、チリのアタカマ砂漠にあるアタカマ大型ミリ波サブミリ波干渉計(Atacama Large Millimeter/submillimeter Array, ALMA)から。シングル曲のタイトルがそのままアルバムタイトルに採用されるのは初めて（過去には3枚目のアルバム『equal』からのシングルとして「equal e.p.」が発売されている）。
2010年12月13日付のオリコンチャートで12位にランクインし、デビューアルバム『創』からの7作連続TOP10入り記録は本作で途切れることになった。

## 収録曲
1. 最後の国 (introduction)
インスト。ライブにおいてメンバー入場時の音楽としてよく使用される曲。
2. 風が吹く時
3. ONE DAY
4. DEAR FREEDOM
19thシングル。ソニー・エリクソン・モバイルコミュニケーションズ×MTVジャパン「Transform Your Xperiaキャンペーン」CF曲。
5. ノエル
6. ALMA
20thシングル。本作のタイトル曲。
7. 真っ白な夜に (instrumental)
インスト。
8. レガートの森
9. Final Dance Scene
「レガートの森」から曲間が繋がっている。
ベースの佐藤雅俊が初めてチョッパー・ベースに挑戦している[2]。
10. 2145年
「ロボットが心を持った」という内容のSF的な世界観の曲。元々は次曲「ワンダーランド」の一部だったものを独立させて製作された曲で[2]、曲間も繋がっている。
PVが製作され、大道芸人のぞみが出演している。
11. ワンダーランド
大木はこの曲のAメロを製作している際にロボットのことが思い浮かび、「不思議の国の話だな」と感じたという。当初は後半部分が激しい曲調となっていたが、この部分ごとロボットの話を独立させたものが「2145年」だと語っている[2]。
その後、大木曰く「不思議の国で湖が溢れる曲」に作り直されたが、これによりストーリー性が深まったとのこと[2]。

### 収録内容
| 全作詞・作曲: オオキノブオ。 |                                 |              |              |      |
| #                            | タイトル                        | 作詞         | 作曲・編曲   | 時間 |
| 1.                           | 「最後の国 (introduction)」     | オオキノブオ | オオキノブオ | 2:50 |
| 2.                           | 「風が吹く時」                  | オオキノブオ | オオキノブオ | 3:42 |
| 3.                           | 「ONE DAY」                     | オオキノブオ | オオキノブオ | 3:57 |
| 4.                           | 「DEAR FREEDOM」                | オオキノブオ | オオキノブオ | 3:57 |
| 5.                           | 「ノエル」(Strings: 四家卯大)   | オオキノブオ | オオキノブオ | 4:39 |
| 6.                           | 「ALMA」                        | オオキノブオ | オオキノブオ | 5:33 |
| 7.                           | 「真っ白な夜に (instrumental)」 | オオキノブオ | オオキノブオ | 2:52 |
| 8.                           | 「レガートの森」                | オオキノブオ | オオキノブオ | 3:43 |
| 9.                           | 「Final Dance Scene」           | オオキノブオ | オオキノブオ | 3:30 |
| 10.                          | 「2145年」                      | オオキノブオ | オオキノブオ | 4:59 |
| 11.                          | 「ワンダーランド」              | オオキノブオ | オオキノブオ | 5:10 |
| 合計時間:                    | 合計時間:                       | 44:52        |              |      |

## 演奏
- 大木伸夫
  - Vocal, Guitar
  - Piano (#5)
- 佐藤雅俊：Bass
- 浦山一悟：Drums
- 四家卯大：Strings Arrangement (#5)
- 四家卯大ストリングス：Strings (#5)